# アマルフィん
アマルフィんは、吉本興業（大阪本部）所属のお笑いトリオ。2023年結成。NSC大阪校46期生。

## メンバー
こうし（2000年12月25日 - ）（24歳）
主にボケ担当。
本名：山本 浩嗣（やまもと こうし）
大阪府羽曳野市出身、帝塚山学院大学卒業。身長168 cm、体重60 kg。血液型はA型。
趣味は読書、ラジオ聴取、喫茶店。特技はロングトーン、バスケ。

うえむら（2000年11月8日 - ）（24歳）
主にツッコミ担当。
本名：植村 晃次（うえむら こうじ）
大阪府松原市出身、帝塚山学院大学卒業。身長173 cm、体重106 kg。血液型はB型。
趣味は読書、ガンプラ。特技は正座が高い。

はすき（2001年1月27日 - ）（24歳）
ボケ担当。
本名：森田 蓮生（もりた はすき）
大阪府羽曳野市出身、桃山学院大学卒業。身長185 cm、体重60 kg。血液型はO型。
趣味は散歩、ラジオ、漫画、アニメ、山盛りご飯を食べること、MARVEL作品鑑賞。特技は卵の片手割り、野菜の輪切り、高いところは飛び乗る、体を動かす。

## 来歴
大阪府立懐風館高等学校の同級生によって組まれたトリオ。
こうしとはすきは幼稚園からの幼馴染で、中学時代には共に漫才を披露するほどの間柄だった。高校では入学当時から面白い奴がいると噂されていたうえむらに、はすきが声をかけて親交を深めるようになった。うえむらとこうしは同じ大学へ進学し、管理栄養士を目指す学部において周りがほとんど女子ばかりの中で数少ない男子同士ということもあり、次第に距離が縮まり仲良くなっていった。
3人の通っていた大学がコロナ禍で軒並み休講となり、することもなく「キングオブコント」へ出てみようと思い立つ。結果は2回戦進出に終わったものの想定以上の手応えを感じたため、全員でNSCへの入学を決意したという。卒業ライブでは1位となり首席卒業、直後にNSC現役生では史上初のよしもと漫才劇場メンバー入りを果たした。
トリオ名はうえむらの実家であるアパート「アマルフィ」の前でたまたま居合わせた友達と考えていた際、友達から「アマルフィでええやん」と提案されて安請け合いしつつ「“ん”を付けたら売れる」ジンクスに肖り名付けたものに由来する。

## 芸風
コントと漫才両方を演じる。ネタ作りの際はうえむらがコント、こうしが漫才と役割を分担している。キングオブコントでは2024年大会にて準々決勝まで進出。